# Гаргес, Иан
Иан Алекс Гаргес Гомес (исп. Ian Álex Garguez Gómez; род. 3 февраля 2005) — чилийский футболист, защитник клуба «Палестино».

## Клубная карьера
Гаргес — воспитанник клуба «Палестино». 2 июня 2024 года в матче против «Аудакс Итальяно» он дебютировал в чилийской Примере.